# Tonči Tadić
Tonči Tadić (Split, 31. ožujka 1962.) hrvatski je fizičar i političar, majstor borilačkih vještina i predsjednik Hrvatskog aikido saveza. Bio je zastupnik u Hrvatskom saboru u četvrtom i petom sazivu.

## Životopis
Rođen u Splitu 1962. godine. S aikidom se upoznao tijekom doktorskog studija fizike u japanskom gradu Osaka. Klub koji je bio najbliži njegovom mjestu stanovanja u Osaki je bio klub majstorice Miyaki Fujitani, supruge američkog glumca Stevena Seagala. U tom klubu je vježbao godinu i pol dana, sve do povratku u Hrvatsku.
U politici se pojavio početkom '90-tih. Nakon nekoliko godina članstvau  HSLS-u prešao je 1995. u HSP. U HSP-u je brzo napredovao i nakon par godina je došao na stranačku listu s koje je ušao četvrti saziv Hrvatskog sabora na listi Hrvatske stranke prava i Hrvatske kršćanske demokratske unije za VII. izbornu jedinicu. Mandat je odradio od 2000. do 2003. U Petom sazivu Hrvatskog sabora ušao je na listi Hrvatske stranke prava u IX. izbornoj jedinici. Dana 24. rujna 2007. zastupnik je podnio ostavku na članstvo u Hrvatskoj stranci prava, te je postao nezavisnim zastupnikom. Mandat je odradio od 2003. do 2008. godine. Pokretač je i promicatelj prijedloga o proglašenju gospodarskog pojasa. Skrenuo je pozornost hrvatske javnosti na slučaj privatizacije "Sunčanog Hvara". Upozoravao je na brojne neozbiljne i nedorasle pristupe hrvatskih političara ekološkim temama (jadranski naftovod), kao i na podaničko-poslušnički pristup hrvatskih vlasti Europskoj uniji.[nedostaje izvor] Poznate su i njegove inicijative za pravednu privatizaciju u turizmu, osnivanje obalne straže, poticaje za maslinare, vinogradare, pomoračka prava (upozorio je na sramni ugovor koji su hrvatske vlasti potpisale sa SAD-om), ravnopravnost brodara i ribara. 
Do studenoga 2007. dao je 107 zakonskih prijedloga i izborio je 14 zakona.[nedostaje izvor] Na izborima za Sabor 2007. kandidirao se sa svojom neovisnom listom "Obala-otoci-Zagora" u X. izbornoj jedinici, u kojoj je za protukandidata imao bivšu stranačku kolegicu Ružu Tomašić, saborsku zastupnicu također poznatu po svojim inicijativama.

## Vanjske poveznice
- Tonči Tadić.com  Arhivirana inačica izvorne stranice od 21. listopada 2007. (Wayback Machine)